# Museo delle genti di montagna
Il Museo delle genti di montagna è un museo nato negli anni Settanta, dedicato alla vita del territorio e con sede a Palazzuolo sul Senio nel palazzo dei Capitani. Il museo conserva ed espone attrezzi da lavoro per agricoltori e per gli artigiani, gli oggetti di uso quotidiano che si trovavano nelle abitazioni dei contadini. Questi oggetti sono reperti che testimoniano l'aspetto etnografico della zona, fino al momento dell'emigrazione dalla montagna verso la città. 

## Storia
Il museo nasce negli anni Settanta ad opera del lavoro di ricerca e di conservazione di oggetti effettuata da Antonio Poli (1926-2009). Antonio Poli è un appassionato di storia locale di Palazzuolo sul Senio, che a partire dal 1976 comincia a raccogliere oggetti della civiltà contadina e artigiana del suo territorio e li utilizza per allestire una mostra nella Casa del Villeggiante e poi per il primo allestimento del museo a Palazzo dei Capitani nel 1982 che inizialmente aveva il nome di "Museo della Civiltà Contadina e Artigiana”. 
La prima raccolta di oggetti è realizzata  con la collaborazione di Elvio Donatini che assiste Antonio Poli anche nelle attività di ricerca. Negli anni Ottanta viene condotto uno studio sulla vita, il lavoro e l'economia delle genti negli anni a cavallo tra Ottocento e Novecento, coadiuvato da Giovanni Cherubini (docente di storia medioevale dell'Università di Firenze e presidente di una commissione tecnico-scientifica creata dalla provincia di Firenze nsu delega della Regione Toscana per sostenere il lavoro di musei creati da volontari) e con il coinvolgimento tra gli altri di Antonio Poli, Zeffiro Ciuffoletti, Giuseppe Barbieri e Carlo Poli.
La prima catalogazione ufficiale della collezione è realizzata nel 1990 con il finanziamento della Provincia di Firenze; nel 1994 la delega per i musei etnografici passa dalla provincia alle comunità montane. Nel 2002 il museo viene riallestito Paolo De Simonis.
Il museo è gestito e sostenuto dall’Associazione Museo delle Genti di Montagna di Palazzuolo sul Senio e fa parte del Sistema Museale Mugello della Montagna Fiorentina. Nel 2023 il museo ha adottato una open access policy e aperto una selezione dei suoi contenuti con licenza libera.

## Sede
Il museo si trova a Palazzuolo sul Senio nell'edificio storico di palazzo dei Capitani, che ospita anche il Museo archeologico dell'Alto Mugello. Il museo è fruibile ai portatori di handicap. 

## Collezione

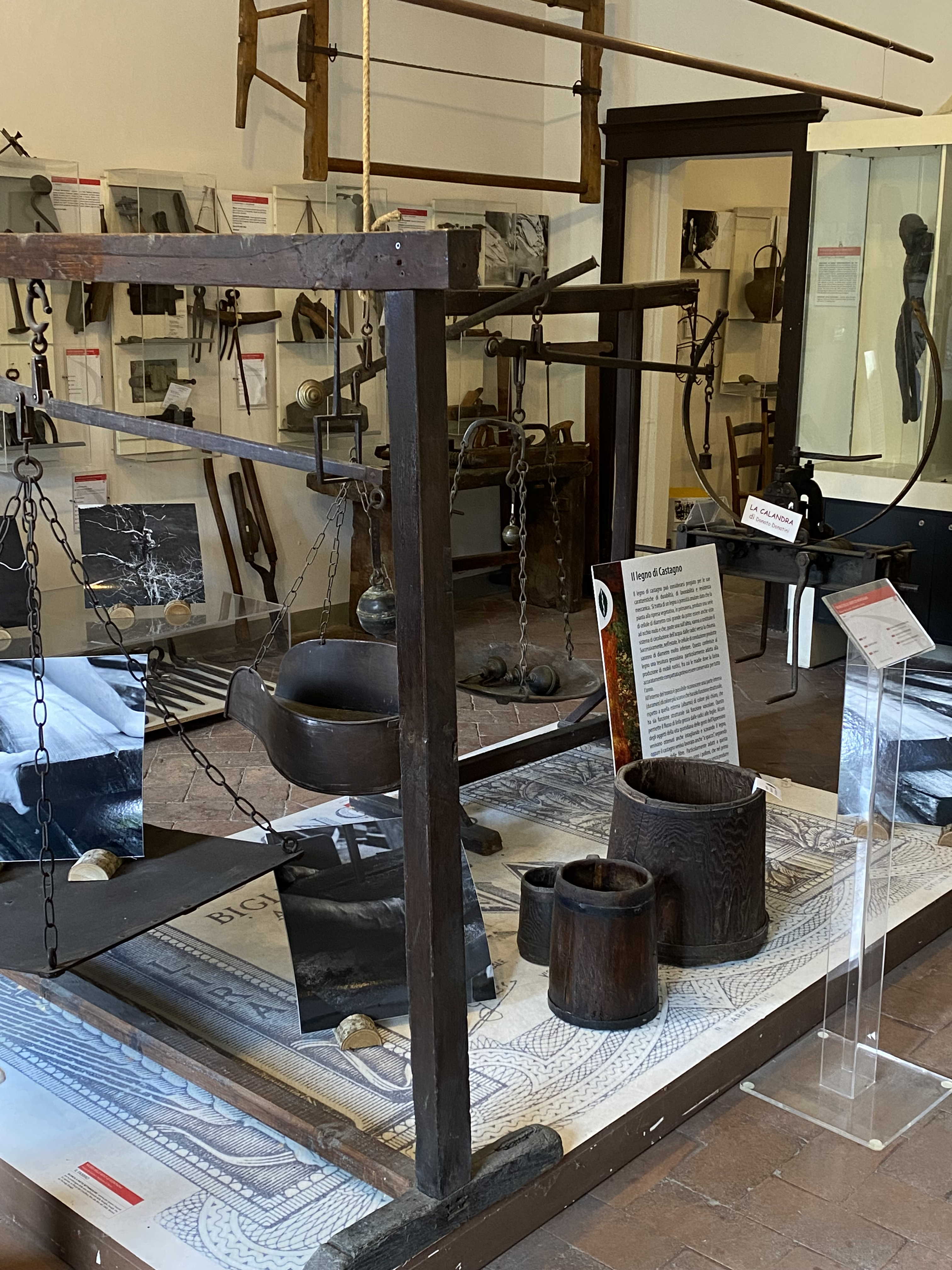
Interni del museo

La collezione esposta è costituita da oltre 1000 pezzi che narrano la storia della prima metà del ‘900 di un territorio e una comunità montana di confine tra Toscana e Romagna e ha l'obiettivo di testimoniare e conservare la storia di tante vite, della fatica e dell'ingegno necessario ad affrontare con mezzi molto poveri le necessità del vivere.  
La collezione appartiene al Comune di Palazzuolo sul Senio ed è frutto di donazioni volontarie degli abitanti della zona che – secondo i curatori dell'istituzione – hanno visto nel museo la possibilità di conservare e di valorizzare una parte della loro storia che sarebbe altrimenti andata dispersa. Questa comunità contadina ha visto infatti nel corso degli anni del secondo dopoguerra una rapida e sostanziale modificazione con lo spopolamento del territorio, con l'abbandono di modi di vivere e lavorare che gli oggetti del museo raccontano.  
Il percorso realizzato per l'allestimento del 2002 a cura di Paolo De Simonis, secondo Daniela Poli e Beatrice Melevolti ha un ordine tematico sala per sala e consiste "in un viaggio all’interno del mondo delle genti di montagna, costruito con ambientazioni e testimonianze orali e fotografiche che confermavano la complessità del mondo contadino e mezzadrile, isolando talvolta precisi oggetti su cui potesse cadere tutta l’attenzione". 
L'allestimento attuale è stato leggermente modificato rispetto all'ordinamento di Paolo De Simonis. La collezione è disposta su 2 piani in 10 sale. Le 3 sale al piano terra accolgono attrezzi per la lavorazione del grano tra cui una grande trebbiatrice interamente smontabile, un mulino ad acqua completo anche del sistema di pale di rotazione ad immersione e uno spazio dedicato alla produzione del carbone. Il primo piano è dedicato agli oggetti per il trasporto, dalle scarpe chiodate al carretto, oggetti del fabbro e del falegname, nonché una ricostruzione di una cucina tipica della nostra casa colonica, con telaio e oggetti per l'allevamento degli animali e la caccia. 
È disponibile un catalogo che riporta la descrizione dettagliata degli oggetti esposti, la loro storia e le modalità di utilizzo.